# Lac Kakinokamak
Lac Kakinokamak är en sjö i Kanada.   Den ligger i regionen Mauricie och provinsen Québec, i den sydöstra delen av landet, 250 km nordost om huvudstaden Ottawa. Lac Kakinokamak ligger 435 meter över havet. Arean är 0,32 kvadratkilometer.Den sträcker sig 0,6 kilometer i nord-sydlig riktning, och 1,4 kilometer i öst-västlig riktning.
I omgivningarna runt Lac Kakinokamak växer i huvudsak blandskog. Trakten runt Lac Kakinokamak är nära nog obefolkad, med mindre än två invånare per kvadratkilometer.